# Mathieu Madega Lebouankehan
Mathieu Madega Lebouankehan (ur. 6 lipca 1960 w Mbigou) – gaboński duchowny rzymskokatolicki, od 2013 biskup Mouila.

## Życiorys
Święcenia kapłańskie przyjął 29 grudnia 1991 i został inkardynowany do diecezji Mouila. W latach 1995–2000 był rektorem Seminarium Saint Augustin w Libreville.

### Episkopat
17 lutego 2000 został mianowany przez papieża Jana Pawła II biskupem pomocniczym archidiecezji Libreville ze stolicą tytularną Zallata. Sakry biskupiej udzielił mu 7 maja tegoż roku bp Mario Roberto Cassari.
19 marca 2003 został pierwszym biskupem nowo powstałej diecezji Port-Gentil.
19 stycznia 2013 Benedykt XVI przeniósł go na stolicę biskupią Mouila, jednocześnie mianując go administratorem apostolskim diecezji Port-Gentil. Funkcję administratora pełnił do roku 2016.